# Српска народна кола
Српска народна кола су назив за народне игре Срба, које су распрострањена у актуелној играчкој пракси Србије. Најстарије верзије (моравац и кукуњеш) забележене на територији централне Србије у другој половини 19. века. Коло је елемент нематеријалног културног наслеђа изразито присутан у различитим сферама живота у Србији данас. Изводе га ланчано повезани играчи уз музичку пратњу на приватним и јавним окупљањима, породичним и колективним прославама, уз учешће свих чланова заједнице, без обзира на етничку, религијску и генерацијску припадност.
Као и други аспекти српске културе, различити облици игара настали су у различитим деловима Србије, развијали су се у складу са локалном традицијом и такође стекли елементе из других делова земље. Коло се изводило код цркава, на фронтовима, свадбама и другим приликама; српска заједница је то описала као коло око цркве. На тим прославама Срби започињу коло, затим се људи држе за руке, правећи ланац, у истом ритму; њихове руке су или у „V” или „W” формацији.
Српско народно коло обухвата многе варијанте. Најпопуларније игре су ужичко коло, и моравац, док су остале популарне игре кокоњеште, Жикино коло, врањанка, влашко коло, бањски чачак, тавала коло, колубарски вез и многе друге.

## Културно уметничка друштва
Културно уметничка друштва су код Срба доста бројна и сматрају се удружењима од народног значаја за очување обичајних вредности, под покровитељством су државних, обласних и општинских установа. Културно уметничка друштва на располагању често имају своје просторије, ношње, новчана средства за путовања и друге делатности које им обезбеђује оснивач или покровитељ. Приступ учењу народних игара у културно уметничким друштвима је танчињаст и обухвата сва кола из наше земље а и шире.

## Основни појмови о народној игри - колу
Појам коло има више значења:
- Облик игре – ланац међусобно повезаних играча који се крећу по кружној линији;
- Група особа, ограниченог или неограниченог броја која учествује у игри;
- Игранка – јавни скуп на коме се игра коло, без обзира да ли се игра традиционално или не, пошто је сама игранка традиционална;
- Врста игре, која осим кружног облика има и посебну мелодију и припада одређеном типу. Овде се мисли и на врсту мелодије и начин играња кола, па тако постоје: моравац, чачак, ужичко коло итд;
- Кружна игра са мелодијом или без, као типичан израз и стилска одлика етничке групе којој припада. Тако постоје српско, бугарско, македонско коло...

## Карактеристике кола
Коло као облик народног плеса је широко распрострањено скоро у свим народима. Нарочито је карактеристично за јужнословенске народе. Исто значење има и термин ОРО или ХОРО. Оро као термин се више користио на подручјима Црне Горе, југоисточне Србије, Македоније и Бугарске. У осталим крајевима се користио више појам Коло. Основно значење термина коло је циркулус као обруч, круг. Хоро или оро потиче од грчке речи хорос, што значи скуп људи, игранка, игра.
Од ових појмова настали су:
- Кореографија – описивање и данас чешће осмишљавање плесних облика и варијација, па се онај ко то ради зове кореограф.
- Кореологија – наука која се бави проучавањем плесова, њиховим настанком, развојем итд.
- Етнокореологија – проучавање народних плесова.

## Облици кола
Облици кола и типови кола код Срба у визуелном, спољном облику нису много разноврсни али зато постоји право богатство корака, мелодија, односно начина извођења и играња кола.
Облике народних плесова можемо поделити на више начина али су у кореологији прихваћане следеће поделе:
- Облици са неограниченим бројем плесача (отворено и затворено коло);
- Облици са ограниченим бројем плесача (соло плес, плесови у паровима, тројкама четворкама...);
- Сложени облици плесова – настали комбинацијом претходна два облика плеса.

Постоје облици, коло на колу, коло у колу, и други кореографски облици али се они данас ређе играју и виђају изван културно уметничких друштава.
Најчешће држање између играча у колу је за руке, а може бити испод руке, са испреплитаним рукама (леса), са рукама на раменима, загрљени и др.

### Затворено коло
Затворено коло у најмањем облику чине двоје људи – пар, као и у плесу. Обично су то младић и девојка. Чим се до њих ухвати трећи и затворе коло. Улажењем нових играча коло расте. Улазак у коло има разне процедуре или знакове, али им је основно дозвола других играча. Обично се хвата у коло тако што мушкарац иде између две девојке (жене) и обрнуто. У затвореном колу су сви играчи равноправни.

### Отворено коло
Отворено коло је чешћи облик. Овде се зна где је почетак а где крај кола. Крајњи десни играч је први или коловођа, а последњи играч у колу је кец. Ова два играча су веома важна и морају бити добри играчи јер се цело коло по њима управља. У истом смислу има значај и трећак односно сваки трећи играч у колу. У отвореном колу може се хватати на исти начин као и у затвореном пресецањем тј. улажењем у коло или хватањем на крају кола као последњи. Отворено коло се може кретати праволинијски (леса), вијугаво, може се прекидати и правити друго коло, спајати са другим колом. Поједини играчи или парови могу имати соло деонице паралелно са играњем кола. У овом смислу отворено коло је разноврснији, слободнији и богатији облик плесног изражавања у односу на затворено коло.

### Кретање кола
Кретање зависи од корака који су специфични за свако појединачно коло. Најчешће кретање је слева удесно и обрнуто. Уколико имају исти број корака у обе стране онда су то симетрична кола, а уколико немају онда су то несиметрична кола. Скоро сва кола се крећу удесно, чак и она симетрична, јер дужина корака удесно се разликује од оне улево. Сва друга замислива и незамислива кретања су у ствари резултат и украс сваког кола понаособ. Могу се видети у извођењу културно уметничких друштава, док неке кораке и кретања могу извести само врхунски играчи.

## Музика и коло
Коло се играло уз пратњу музике, а карактеристично је да су свирачи пратили коловођу и он је био својеврсни диригент. Постојали су и знаци музици (клецањем колена нпр.) када да успори или убрза. То је давало својеврсну интеракцију између играча и музичара, тако да је свако коло играно на други начин. Ово је заједничко настанку неких других плесова, као што је танго.
Коло се играло уз певање или уз певање и пратњу музике. Тако су настале песме „поскочице“ веселог и шаљивог садржаја.
Неки крајеви су сачували и глуво (немо) коло без пратње музике и песме већ се такт давао наглашеним ударцима стопала о тло. Та кола су сачувана у Крајини (гламочко коло), Херцеговини и Црној Гори.

## Стил и играње
Стил играња важан је за географско подручје и етничку заједницу на том простору. Данас културно уметничка друштва конципирају свој програм баш на основу стила играња, тако да су играчке целине подељене на етнокореолошка подручја. Тако постоје игре из Шумадије, Западне Србије, Влашке игре, Косовско метохијске игре итд. Свако ово подручје карактерише јединствен стил играња, другачије народне ношње, музика и песме.
За свакодневног, аматерског и рекреативног, основно образованог играча важнија је друга особеност а то је да без обзира на шароликост и разноврсност, доста кола имају исти или веома сличан играчки образац. То значи да се музички и по називу различита кола данас играју на исти начин.
Од корака је најчешћи тзв. шестерац, играте три корака удесно, три корака у месту, затим три корака улево, па три у месту и то се стално понавља. На овај начин можете играти, моравац, ужичко коло, жикино коло. Карактеристика ових кола је да се сматрају симетричним.
Врло често се игра и тзв. влашко коло, са осам корака. Четири корака идете удесно, затим два у месту, па један улево, и један у месту. Све се то затим понавља. Ово се игра на више сличних кола – мелодија. Припада несиметричном колу.
Чачак је најтежи и чешће се игра на десет (дванаест) корака, или три удесно, три у месту, два улево, два у месту, један улево и један у месту, па све поново. За Чачак кажу да се игра на 3, 2, 1.
Нишки са, са је ритам који се врло често употребљава у народним новокомпонованим песмама и на њих се игра поред оригиналног кола. Може се играти на шест (најчешће) или на осам корака. Кораци су једноставни, два десно, два назад, два напред па све поново.
Убедљиво најчешће се игра варијанта македонског кола лесното уз скоро све народне новокомпоноване песме. У играчком смислу ово се не сматра колом већ је коло само по спољно визуелном облику тј. играчи играју на начин као што играју у колу. Кораци су три удесно, два у месту па поново. Кретање је стално удесно. За ово није потребно никакво учење, довољно је да се „ухватите у коло“ и заиграте.
Посебан део су војничка кола (официрско, капларско, ...).

### Врањанска кола и игре

#### Опис игре
Посебно место у фолклорној традицији Србије има Врање и његова околина. У прошлости, за време Турака на феудалним имањима водио се бујан живот. Посебно су се неговале игре типа чочек, оријенталног порекла, у којем су девојке са изузетном префињеношћу изводиле заносне покрете. Често су се при игри служиле марамицом, дефом и сличним. Однос према плесу био је веома култивисан, сваки нови покрет био је искушење за плесаче, нови доживљај за гледаоце. Положај тела, чврсто стиснуте руке, одмерено подигнута нога, одавали су плесаче пуне темперамента и проживљеног односа према игри. У игри тешко оро, у којем хармоничности линија што их чине поједини делови тела, посебну лепоту даје трајање покрета. Ишчекивање новог покрета, гестова, заокупља пажњу играча и гледалаца. Убрзавајући неосетно игру доживљај прелази из интелектуалне драматичности у опуштену раздраганост. Када би се то још доживело на месечини, доживљај игре остао би незабораван.

#### Ромска свадба
Сличан доживљај по разноврсности емоције јесте и ромска свадба. Суботом у сумрак започела би свадба, игра и весеље.Млада украшена шљокицама и другим украсима водила би коло. Игра, песма и свирка нису трајали до дубоко у ноћ, јер су врањански Роми лети износили постељину пред кућу и положивши је на простирку тамо спавали. У недељу после венчања свадбена поворка играла је врањским улицама, жене и девојке у разнобојним димијама, које као да се надмећу у живости боја и нијанса. Код младожење се играју мушка кола – игре са штаповима. Вероватно је то био део обреда у којем су се мачевима терали зли духови од младенаца. Након тога настаје опште весеље у којем учествују сви. Док су у то време у употреби били зурле и бубњеви које су сами свирачи израђивали, данас је једина веза са прошлошћу бубањ, а у употреби су лимени инструменти и кларинет.

#### Врањанска игра између два рата
За старе жене и мушкарце који су живели између два рата у Врању биле су особене следеће ствари: употреба страних речи и израза, који су полако нестали, разни надимци, ношња – одећи и обућа, кућни обичаји, исхрана, градски живот и друго.
Тај стари свет, обучен у градску изворну ношњу и обућу, виђао се на славама, свадбама и другим свечаностима и приредбама. Све је то полако изумирало и све мање се могло наћи и видети.
Посебно место у животу града између два рата имала су врањска кола и игре. И једно и друго изводило се врло свечано, тихо, осетљиво и достојанствено, да је на гледаоца остављало незабораван утисак. Ко је једном у граду видео лепе Врањанке и Врањанце ухваћене у колу и игри, тај доживљај заувек ће памтити.
Нимало није чудно што је Милош Савковић, југословенски критичар, гледајући наше људе у игри врање 4. јануара 1931. на забави приликом избора за мис Врања, био толико одушевљен да је о свему томе, у виду писама из Врања, написао велику песму у прози и изрекао тако велико хвала за врањски мелос јер му је све то остало трајно у сећању.
Приликом игре врање и других кола, врањски играчи као да су у ваздуху. Од свих њих, Коча Машутковић био је ненадмашан. Он је, као мајстор над мајсторима, у школској 1926/1927. био замољен од директора Врањске гимназије Уроша Грбића да обучи врањске гимназијалце виших разреда у игри врањских кола, пре него што они пођу на екскурзију кроз чехословачке градове.
Игра врањанка и друга врањска кола која су играли наведени стари Врањанци у песми су били опевани и на сликама безброј пута забележени. Прави севдах и она чувена врањска песма Не ли те је жал за младост име Врања и наших људи пронели су широм наше земље.
Игре Врања и околине су веома темпераменте, ношене лепотом, временском даљином али и утицајем оријенталног музичког ритмичног наслеђа на наше крајеве. Ритмови опредељују игру и покрете, цела сцена трепери и увија се. Уз мноштво кореографских слика које опредељују карактер поднебља, уживамо играјући и гледајући.

### Кола која се играју у Врању
- Грчко коло
- Пембе
- Елено моме
- Власинку
- Емкино коло
- Шврљиг
- Бугарка
- Свекрвино оро[6]

## Унеско
Српска народно коло уписана је 9. децембра 2017. године на Унесков списак нематеријалног културног наслеђа човечанства. Одлуку о упису кола донео је Међувладин комитет за очување нематеријалног културног наслеђа на свом 12. редовном заседању, које се одржава на острву Чеџу, у Јужној Кореји, а одлука је објављена и на сајту Унеска. Процедура за упис традиционалне народне игре коло на Репрезентативни списак нематеријалног културног наслеђа човечанства започета је на основу одлуке Националног комитета за нематеријално културно наслеђе у децембру 2015. године. Центар за нематеријално културно наслеђе при Етнографском музеју у Београду припремио је номинацијски досије који је у марту 2016. године Министарство културе упутило у процедуру усвајања.